# Krakiwśki Wisti
Krakiwśki Wisti (ukr. Краківські вісті) – ukraińska gazeta, ukazująca się w Krakowie w latach 1940–1944, oraz w Wiedniu w latach 1944–1945. Oficjalny organ Ukraińskiego Komitetu Centralnego.
Pierwszy numer ukazał się 7 stycznia 1940 roku. Oprócz redakcji w Krakowie, gazeta posiadała oddziały w Jarosławiu i Chełmie. Pismo było rozprowadzane wśród Ukraińców na terenie Generalnego Gubernatorstwa i III Rzeszy. Jednoczenie dziennik ten był utrzymany w tonie antypolskim i proniemieckim, głosząc „wyzwolenie Ukraińców spod polskiej okupacji przez wojska niemieckie”, oraz publikowało fałszywy obraz sytuacji Ukraińców w II Rzeczypospolitej.
Redaktorem głównym był Dmytro Palijiw, następnie Wołodymyr Łewyćkyj i Mychajło Chomiak, redaktorem pomocniczym Łew Łepkyj, a dziennikarzami-korespondentami: Iwan Kedryn-Rudnycki, I. Durbak, M. Kozak, P. Sahajdacznyj, Anatol Kurdydyk. Z gazetą współpracował również Stepan Baran.
Ogółem wydano 1400 numerów gazety, nakład wahał się od 7200 do 22 500.